# Gerhardshofen
Gerhardshofen er en kommune i den mittelfrankiske Landkreis Neustadt an der Aisch-Bad Windsheim i den tyske delstat Bayern. Den er en del af Verwaltungsgemeinschaft Uehlfeld.

## Geografi
Kommunen ligger ved den nedre del af floden Aisch. Nabokommuner er (med uret, fra nord): Dachsbach, Weisendorf, Oberrreichenbach, Emskirchen, Diespeck og Gutenstetten.

### Inddeling
Kommunen har ud over Gerhardshofen disse landsbyer og bebyggelser:
| - Altenbuch - Birnbaum - Eckenhof - Emelsdorf | - Forst - Göttelhöf - Kästel - Kleehof - Linden | - Rappoldshofen - Sintmannsbuch - Vahlenmühle - Willmersbach |